# 七棵树镇
七棵树镇，是中华人民共和国黑龙江省齐齐哈尔市龍江縣下辖的一个乡镇级行政单位。

## 行政区划
七棵树镇下辖以下地区：
七棵树村、青龙山村、前进村、向阳村、大榆树村、吉祥村、福山永村、顺兴村、高地村、正阳村、发达村、三兴村、双龙村、同兴村和兴隆沟村。